# Port lotniczy Kourou
Port lotniczy Kourou – port lotniczy Gujany Francuskiej, zlokalizowany w miejscowości Kourou.